# Nottingham Open 2006
Il Nottingham Open 2006 è stato un torneo di tennis giocato sull'erba. È stata la 20ª edizione del Nottingham Open, 
che fa parte della categoria International Series nell'ambito dell'ATP Tour 2006.
Si è giocato al Nottingham Tennis Centre di Nottingham in Inghilterra, dal 19 al 25 giugno 2006.

## Campioni

### Singolare
Richard Gasquet ha battuto in finale  Jonas Björkman con il punteggio di 6–4, 6–3

### Doppio
Jonathan Erlich /  Andy Ram hanno battuto in finale  Igor' Kunicyn /  Dmitrij Tursunov con il punteggio di 6–3, 6–2